# Leichtathletik-Weltmeisterschaften 2023/Teilnehmer (Norwegen)
| Goldmedaillen | Silbermedaillen | Bronzemedaillen |
| ------------- | --------------- | --------------- |
| 2             | 1               | 1               |

Der Leichtathletikverband von Norwegen nahm an den Leichtathletik-Weltmeisterschaften 2023 in Budapest teil. 27 Athletinnen und Athleten wurden vom norwegischen Verband nominiert.

## Medaillengewinner
| Medaille | Athletin           | Disziplin    |
| -------- | ------------------ | ------------ |
| Gold     | Karsten Warholm    | 400 m Hürden |
| Gold     | Jakob Ingebrigtsen | 5000 m       |
| Silber   | Jakob Ingebrigtsen | 1500 m       |
| Bronze   | Narve Gilje Nordås | 1500 m       |

## Ergebnisse

### Männer

#### Laufdisziplinen
| Athlet                    | Disziplin    | Vorlauf      | Vorlauf | Halbfinale  | Halbfinale | Finale       | Finale |
| Athlet                    | Disziplin    | Zeit         | Platz   | Zeit        | Platz      | Zeit         | Platz  |
| ------------------------- | ------------ | ------------ | ------- | ----------- | ---------- | ------------ | ------ |
| Håvard Bentdal Ingvaldsen | 400 m        | 44,39 s NR   | 01      | 44,70 s     | 07         | 45,08 s      | 06     |
| Ole Jakob Solbu           | 800 m        | 1:51,66 min  | 08      | DNQ         | DNQ        | –            | –      |
| Narve Gilje Nordås        | 1500 m       | 3:34,67 min  | 05      | 3:32,18 min | 05         | 3:29,68 min  | Bronze |
| Jakob Ingebrigtsen        | 1500 m       | 3:33,94 min  | 01      | 3:34,98 min | 01         | 3:29,65 min  | Silber |
| Jakob Ingebrigtsen        | 5000 m       | 13:36,21 min | 03      |             |            | 13:11,30 min | Gold   |
| Henrik Ingebrigtsen       | 5000 m       | 13:38,80 min | 13      |             |            | DNQ          | DNQ    |
| Magnus Tuv Myhre          | 5000 m       | 13:36,36 min | 11      |             |            | DNQ          | DNQ    |
| Narve Gilje Nordås        | 5000 m       | 13:36,55 min | 08      |             |            | 13:28,73 min | 14     |
| Zerei Kbrom Mezngi        | 10.000 m     |              |         |             |            | 28:30,76 min | 18     |
| Sondre Nordstad Moen      | Marathon     |              |         |             |            | 2:13:12 h    | 23     |
| Karsten Warholm           | 400 m Hürden | 48,76 s      | 02      | 47,09 s     | 01         | 46,89 s      | Gold   |

#### Sprung/Wurf
| Athlet                   | Disziplin      | Qualifikation | Qualifikation | Finale     | Finale |
| Athlet                   | Disziplin      | Weite/Höhe    | Platz         | Weite/Höhe | Platz  |
| ------------------------ | -------------- | ------------- | ------------- | ---------- | ------ |
| Ingar Bratseth-Kiplesund | Weitsprung     | 7,47 m        | 31            | DNQ        | DNQ    |
| Sondre Guttormsen        | Stabhochsprung | 5,55 m        | 20            | DNQ        | DNQ    |
| Pål Haugen Lillefosse    | Stabhochsprung | NM            | NM            | DNQ        | DNQ    |
| Marcus Thomsen           | Kugelstoßen    | 19,97 m       | 21            | DNQ        | DNQ    |
| Eivind Henriksen         | Hammerwurf     | 75,37 m       | 02            | 77,06 m SB | 07     |
| Thomas Mardal            | Hammerwurf     | 73,13 m       | 16            | DNQ        | DNQ    |

#### Zehnkampf
| Athlet          | Disziplin | 100 m   | Weitsprung | Kugelstoßen | Hochsprung | 400 m   | 110 m Hürden | Diskuswurf | Stabhochsprung | Speerwurf | 1500 m      | Punkte | Platz |
| --------------- | --------- | ------- | ---------- | ----------- | ---------- | ------- | ------------ | ---------- | -------------- | --------- | ----------- | ------ | ----- |
| Markus Rooth    | Ergebnis  | 10,84 s | 7,62 m     | 13,22 m     | 2,02 m     | 48,27 s | 14,47 s      | 48,78 m    | 5,10 m         | 64,84 m   | 4:34,11 min | 8491   | 08    |
| Markus Rooth    | Punkte    | 897     | 965        | 681         | 822        | 896     | 915          | 845        | 941            | 811       | 718         | 8491   | 08    |
| Sander Skotheim | Ergebnis  | 10,89   | 7,80 m     | 13,35 m     | 2,11 m     | 48,48 s | 14,96 s      | 39,07 m    | 4,80 m         | 59,05 m   | 4:19,64 min | 8263   | 10    |
| Sander Skotheim | Punkte    | 885     | 1010       | 689         | 906        | 886     | 854          | 646        | 849            | 724       | 814         | 8263   | 10    |

### Frauen

#### Laufdisziplinen
| Athletin                  | Disziplin    | Vorlauf              | Vorlauf              | Halbfinale           | Halbfinale           | Finale               | Finale               |
| Athletin                  | Disziplin    | Zeit                 | Platz                | Zeit                 | Platz                | Zeit                 | Platz                |
| ------------------------- | ------------ | -------------------- | -------------------- | -------------------- | -------------------- | -------------------- | -------------------- |
| Christine Bjelland Jensen | 200 m        | 23,62 s              | 07                   | DNQ                  | DNQ                  | –                    | –                    |
| Henriette Jæger           | 400 m        | 51,33 s              | 04                   | DNQ                  | DNQ                  | –                    | –                    |
| Hedda Hynne               | 800 m        | 2:01,00 min SB       | 04                   | DNQ                  | DNQ                  | –                    | –                    |
| Amalie Sæten              | 1500 m       | 4:08,08 min PB       | 11                   | DNQ                  | DNQ                  | –                    | –                    |
| Kristine Eikrem Engeset   | 5000 m       | nicht auf Startliste | nicht auf Startliste | nicht auf Startliste | nicht auf Startliste | nicht auf Startliste | nicht auf Startliste |
| Karoline Bjerkeli Grøvdal | 5000 m       | 15:08,96 min         | 11                   | DNQ                  | DNQ                  | –                    | –                    |
| Line Kloster              | 400 m Hürden | 55,23 s              | 04                   | 55,43 s              | 20                   | DNQ                  | DNQ                  |

#### Sprung/Wurf
| Athletin                | Disziplin      | Qualifikation | Qualifikation | Finale     | Finale |
| Athletin                | Disziplin      | Weite/Höhe    | Platz         | Weite/Höhe | Platz  |
| ----------------------- | -------------- | ------------- | ------------- | ---------- | ------ |
| Lene Retzius            | Stabhochsprung | 4,60 m SB     | 15            | DNQ        | DNQ    |
| Beatrice Nedberge Llano | Hammerwurf     | 69,11 m       | 21            | DNQ        | DNQ    |
| Sigrid Borge            | Speerwurf      | 53,34 m       | 34            | DNQ        | DNQ    |